# Pristina synclites
Pristina synclites är en ringmaskart som beskrevs av Stephenson 1925. Pristina synclites ingår i släktet Pristina och familjen glattmaskar. Inga underarter finns listade i Catalogue of Life.